# اسلینت
اسلینت (انگلیسی: Slint) گروه راک آمریکایی از لوییویل، کنتاکی است که سال ۱۹۸۶ تشکیل شد. اعضای گروه، برایان مک‌ماهان (گیتار و خواننده)، دیوید پاجو (گیتار)، برت والفورد (درامز و خواننده)، تاد برشر (گیتار بیس در اسپایدرلند) و ایثن باکلر (گیتار بیس در توییز) هستند. آلبوم اول گروه توییز توسط تهیه‌کننده موسیقی افسانه‌ای، استیو آلبینی، در سال ۱۹۸۷ ضبط شد و در سال ۱۹۸۹، تحت پوشش لیبل جنیفر هارتمن رکوردز گمنامانه عرضه شد. دو سال بعد، گروه آلبوم دوم و آخر خود به نام اسپایدرلند را به پشتیبانی لیبل تاچ اند گو رکوردز عرضه کرد که با تحسین بسیار منتقدان موسیقی روبرو شد. اسپایدرلند را اغلب به عنوان یکی از نخستین آلبوم‌های سبک پست‌راک به‌شمار می‌آورند که توانست محبوبیت و شهرت محدودی در میان علاقه‌مندان به موسیقی زیرزمینی پیدا کند و در سال‌های پس از عرضه‌اش، منبع الهامی برای هنرمندانی همچون ماگوای و سیگو رش باشد.
اعضای گروه از سال ۲۰۰۵ گاه‌به‌گاه به‌یکدیگر پیوسته‌اند.

## اعضا

### تیم اسپایدرلند
- برایان مک‌ماهان – گیتار و خواننده
- دیوید پاجو – گیتار
- تاد برشر – گیتار بیس
- برت والفورد – درامز، گیتار، خواننده

### اعضای اسبق
- ایثن باکلر – گیتار بیس (۱۹۸۶–۱۹۸۷)
- تیم روث – گیتار بیس (۱۹۹۴)[۳]

### اجراهای زنده (۲۰۰۵، ۲۰۰۷، ۲۰۱۳–۱۴)
- مایکل مک‌ماهان – گیتار
- تاد کوک – گیتار بیس
- مت جنیک – گیتار بیس

## ترانه‌شناسی

### آلبوم‌های استودیویی
- توییز (۱۹۸۹)
- اسپایدرلند (۱۹۹۱)